# 라호르 국립박물관

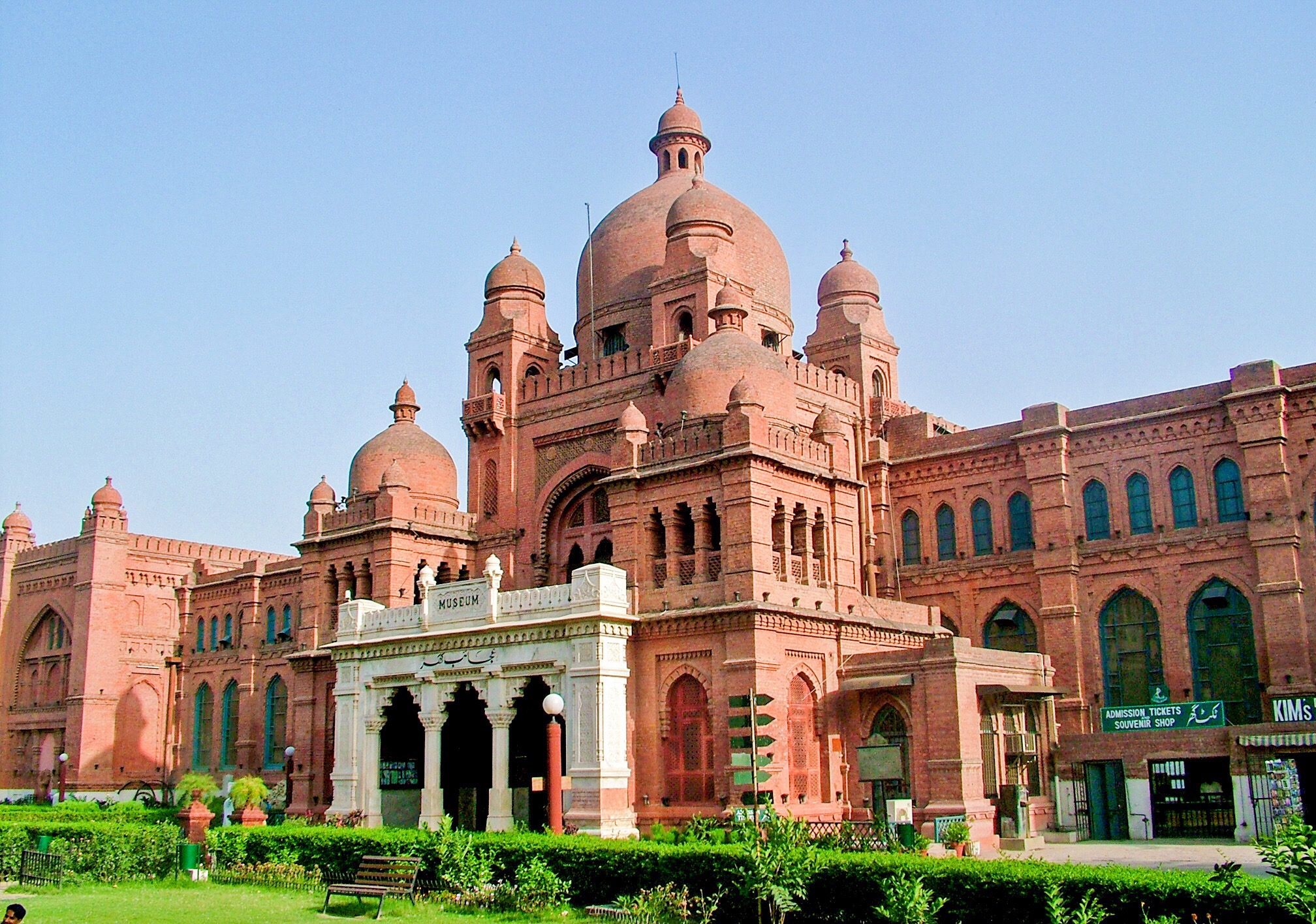
입구

라호르 국립박물관(Lahore Museum, لاہور میوزیم, عجائب گھر لاہور)은 파키스탄 라호르에 위치한 박물관이다. 1865년 영국 식민지 시기에 건립된 이 박물관은 현재 파키스탄에서 가장 방문객 수가 많은 박물관들 가운데 하나이다.
라호르는 이슬람교 무굴왕조 5대왕의 도읍지였기에 무굴왕조의 고적이 많은 곳이다. 이 박물관에는 이슬람, 자이나, 힌두, 불교의 유적들이 수집되어 있다. 특히 이곳에는 높이 약 80cm의 뼈와 가죽만 남고 혈관이 간신히 뼈에 붙어 있는 단식하는 부처상이 유명하고 이 외에 검종류, 창, 의상, 장신구, 석기, 포, 나팔, 투구, 활 등과 대형 빅토리아 여왕상, 대리석으로 만든 불상의 조각이 소장되어 있다. 그 밖에도 이슬람교의 회화와 불교의 만다라 그림이 한데 있어 다양성을 보여준다.